# 橋本台
橋本台（はしもとだい）は神奈川県相模原市緑区の町丁である。現行行政地名は橋本台一丁目から橋本台四丁目。住居表示実施済区域。

## 概要
神奈川県相模原市緑区の東部に位置している。

## 歴史

### 沿革
- 1871年（明治4年）11月14日 - 府県統合により神奈川県に編入。
- 1954年（昭和29年）11月20日 - 相模原町が市制施行、相模原市となる。
- 2010年（平成22年）4月1日 - 相模原市が政令指定都市に移行。

## 世帯数と人口
2020年（令和2年）10月1日現在（国勢調査）の世帯数と人口（総務省調べ）は以下の通りである。なお、四丁目は秘匿の為、省略とする。
| 丁目         | 世帯数    | 人口    |
| ------------ | --------- | ------- |
| 橋本台一丁目 | 1,086世帯 | 2,606人 |
| 橋本台二丁目 | 238世帯   | 456人   |
| 橋本台三丁目 | 8世帯     | 18人    |
| 計           | 1,332世帯 | 3,080人 |

### 人口の変遷
国勢調査による人口の推移。
| 年                 | 人口  |
| ------------------ | ----- |
| 1995年（平成7年）  | 2,011 |
| 2000年（平成12年） | 2,137 |
| 2005年（平成17年） | 3,229 |
| 2010年（平成22年） | 3,288 |
| 2015年（平成27年） | 3,176 |
| 2020年（令和2年）  | 3,080 |

### 世帯数の変遷
国勢調査による世帯数の推移。
| 年                 | 世帯数 |
| ------------------ | ------ |
| 1995年（平成7年）  | 662    |
| 2000年（平成12年） | 715    |
| 2005年（平成17年） | 1,132  |
| 2010年（平成22年） | 1,187  |
| 2015年（平成27年） | 1,265  |
| 2020年（令和2年）  | 1,332  |

## 学区
市立小・中学校に通う場合、学区は以下の通りとなる（2023年5月時点）。
| 丁目         | 番・番地等             | 小学校                 | 中学校               |
| ------------ | ---------------------- | ---------------------- | -------------------- |
| 橋本台一丁目 | 25番、27番             | 相模原市立九沢小学校   | 相模原市立大沢中学校 |
| 橋本台一丁目 | 1～24番、26番 28～34番 | 相模原市立橋本小学校   | 相模原市立旭中学校   |
| 橋本台二丁目 | 全域                   | 相模原市立橋本小学校   | 相模原市立旭中学校   |
| 橋本台三丁目 | 1番、4〜5番            | 相模原市立橋本小学校   | 相模原市立旭中学校   |
| 橋本台三丁目 | 2〜3番 6～18番         | 相模原市立二本松小学校 | 相模原市立内出中学校 |
| 橋本台四丁目 | 全域                   | 相模原市立二本松小学校 | 相模原市立内出中学校 |

- 一丁目25番、27番、三丁目6番～18番は指定変更許可区域。

## 事業所
2021年（令和3年）現在の経済センサス調査による事業所数と従業員数は以下の通りである。
| 丁目         | 事業所数  | 従業員数 |
| ------------ | --------- | -------- |
| 橋本台一丁目 | 111事業所 | 1,730人  |
| 橋本台二丁目 | 107事業所 | 2,131人  |
| 橋本台三丁目 | 88事業所  | 1,547人  |
| 橋本台四丁目 | 9事業所   | 1,031人  |
| 計           | 315事業所 | 6,439人  |

### 事業者数の変遷
経済センサスによる事業所数の推移。
| 年                 | 事業者数 |
| ------------------ | -------- |
| 2016年（平成28年） | 294      |
| 2021年（令和3年）  | 315      |

### 従業員数の変遷
経済センサスによる従業員数の推移。
| 年                 | 従業員数 |
| ------------------ | -------- |
| 2016年（平成28年） | 4,891    |
| 2021年（令和3年）  | 6,439    |

## 公園・施設
- JA相模原厚生連相模原協同病院
- LCA国際小学校
- 神奈川県立相原高等学校
- 橋本自動車学校

## 交通

### 道路
- 国道129号
- 神奈川県道63号相模原大磯線

## その他

### 日本郵便
- 郵便番号 : 252-0132[3]（集配局 : 橋本郵便局[14]）。